# Hanstholm
|  | I Sejerslev Sogn på Mors findes også en bebyggelse ved navn Hanstholm. |
Hanstholm er en fiskeriby i Thy med 2.085 indbyggere  (2024), beliggende i Hansted Sogn. Byen hører til Thisted Kommune og ligger i Region Nordjylland. Navnet stammer fra fiskerlejet Hansted, som ligger ved vestenden af den kalkklippe, der ligger på Jyllands nordvestpunkt. Hanstholmknuden er geologisk den nordlige rest efter glacial borterodering af toppen over en stor saltdiapir. Den er ca. 7 km lang og ca. 3 km bred. Endelsen -holm skyldes, at området tidligere var en ø (holm), og navnet var således tidligere Hanstedholm. Beboerne i Hanstholm kaldes for "holmboer".
"Hanstholm" blev efterhånden brugt som fælles stednavn for kommunen Ræhr-Hansted-Vigsø, der var navngivet efter de tre vigtigste lokaliteter på kalkklippen. Kommunen kaldtes kort for "Holmen" og omfattede også de syd for kalkklippen liggende områder Sårup, Savbjerg og Borup. Ved kommunalreformen i 1970 blev Klitmøller og Hjardemål samt Frøstrup lagt sammen med kommunen, der officielt tog navnet Hanstholm Kommune. Som noget nyt begyndte man nu også at kalde byen Hansted for Hanstholm. Egnens øvrige stednavne er bibeholdt. Tidligere lå fiskerbyen i Hansted Sogn, Hillerslev herred, indtil 1970 Thisted amt , 1970-2006 Viborg amt.

## Historie
På Hanstholm byggedes i 1843 Danmarks største og kraftigste fyr (Hanstholm Fyr) med fyrmesterbolig, ligesom der fandtes en redningsstation. Befolkningen levede af landbrug og fiskeri.
Rigsdagen vedtog i 1917 at bygge en havn i Hansted. Leder af projektet blev ingeniør Jørgen Fibiger. På grund af knappe bevillinger nåede havnen ikke at blive færdig før anden verdenskrig. Besættelsesmagten standsede havnebyggeriet i 1942.
Under krigen opførtes omfattende befæstningsanlæg i Hansted (Verteidigungsbereich Hansted). Et tilsvarende anlæg byggedes i Sydnorge Batteri Vara (Møvik Fort). Sammen skulle de beherske indsejlingen gennem Skagerrak til Kattegat. Et område i midten, hvor kanonerne ikke rakte, var spærret af søminer. Samtidig blev beboerne i området bortflyttede fra stedet, og der gik flere år efter afslutningen af Anden Verdenskrig, inden de kunne vende tilbage. De største kanoner, 38 cm, var af samme type som Tirpitz-stillingen (ikke fuldført) ved Blåvand, dog var bunkerne af en anden type.
Efter krigen blev havnebyggeriet efter store politiske diskussioner bekræftet af Folketinget. Det igangsattes i 1960 og i 1967 kunne fiskerihavnen åbnes, mens trafikhavnen kom senere. Sideløbende med havnebyggeriet skete en byplanlægning, der blev færdig i 1966. Da der var stor usikkerhed om den fremtidige byudvikling var byplanen udformet således, at der nærmest havnen blev udlagt et areal til centerformål og offentlig bebyggelse. I umiddelbar tilknytning hertil lagdes øst for et større boligområde omkring en øst-vestgående akse, idet udbygningen af boligområdet forudsattes at ske kvartersvis i takt med, at boligbehovet steg, for derved at sikre, at byen var funktionel uanset størrelse. Der blev lavet etapeskitser for 1500-2000, 2400-3500, 2400-3500, 3.400-4.800 og 4.500-6000 indbyggere. Længst mod øst og adskilt fra boligområdet af en adgangsvej fra baglandet til havnen blev udlagt et industriområde.
Fra 1949 blev et naturområde udlagt som vildtreservat syd for byen; i dag er Hanstholm-reservatet Danmarks største naturfredning og en del af Danmarks første nationalpark, Nationalpark Thy.
Hanstholm er således både en by, et gammelt navn for en kalkklippe og navnet på en tidligere kommune ved Vesterhavet. Kommunen blev ved kommunalreformen i 2007 lagt sammen med to andre kommuner og forsvandt derved som selvstændig kommune, idet den nu indgår i Thisted Kommune.

## Befolkningsudvikling
| År   | Antal boliger | Antal indbyggere |
| ---- | ------------- | ---------------- |
| 1916 | 62            | 295              |
| 1921 | -             | 320              |
| 1925 | -             | 661              |
| 1930 | 161           | 671              |
| 1935 | 184           | 726              |
| 1940 | -             | 779              |
| 1976 | -             | 2339             |
| 1981 | -             | 2490             |
| 1986 | -             | 2571             |
| 1989 | -             | 2624             |
| 1996 | -             | 2626             |
| 2000 | -             | 2426             |
| 2004 | -             | 2363             |
| 2008 | -             | 2383             |
| 2012 | -             | 2276             |

Ved folketællingen 1930 opgjordes indbyggerne i Hansted (Hanstholm) efter beskæftigelse således: 282 ernærede sig ved fiskeri og landbrug, 147 ved håndværk og industri, 19 ved handel og omsætning, 156 ved samfærdsel, 12 ved immateriel virksomhed, 49 ved husgerning, 35 var ude af erhverv, og 2 havde ikke oplyst næringsvej .

## Havnen
Fiskeriet er havnens primære aktivitet, men er ikke længere tilstrækkeligt, og Thisted Kommune overtog havnen.
Fra havnen sejlede rederiet Fjord-Lines færger indtil efteråret 2008 til Vestnorge (Egersund, Haugesund og Bergen). Til Kristiansand sejlede Fjord-Lines hurtigfærge Fjord Cat (tidl. MasterCat og Mads Mols). indtil oktober 2009.
Der har også tidligere været færgeforbindelse til både Færøerne og Island fra Hanstholm med færgen Norröna ejet af det færøske rederi Smyril Line. Men efter cirka 20 år, hvor færgen fra Færøerne og Island regelmæssigt lagde til i byens havn, valgte Smyril Line lidt uventet at indstille alt sin sejlads til Hanstholm i efteråret 2010 og i stedet flytte alle sine operationer i Danmark til Hirtshals cirka 140 km nordpå.
Med tabet af færgen til Færøerne og Island mistede Hanstholm havn også sin sidste færgeforbindelse til byen, men der arbejdes stadig på at etablere en ny færgerute til udlandet og på at få nogle af de gamle ruter tilbage til Hanstholm havn.
Havnen er hjemsted for 6 serviceskibe til den engelske havmøllepark på Dogger Banke.

## Kendt i offentligheden
Hanstholm var under 2. verdenskrig svært befæstet med et utal af bunkers og et tungt kystbatteri. Nogle af resterne kan ses i Bunkermuseum Hanstholm. På kysten mellem Hanstholm og Vigsø er placeret et ekstra bunker-anlæg med 17-cm kanoner.
Kanonstillingen fra 2. verdenskrig var udgangspunktet for filmen Olsen-banden i Jylland. Den tilsvarende norske film Olsen Banden tar Gull blev optaget på den modstående kanonstilling, Møvik fort (Batteri Vara) nær Kristiansand.
Søhelten Niels Juel tilbragte sin barndom på gården Nørtorp. Syd for gården findes det gamle voldsted. Områdets højeste punkter er Hjertebjerg Høj og Baun Høj. I Sårup findes fire fredede kæmpehøje. Der findes mange overpløjede kæmpehøje på Hanstholmen. Desuden findes der et antal bopladser fra jernalderen.